# Mačkovec pri Dvoru
Mačkovec pri Dvoru (Duits: Katzendorf bei Hof) is een plaats in Slovenië en maakt deel uit van de gemeente Žužemberk in de NUTS-3-regio Jugovzhodna Slovenija. De plaats telde 105 inwoners op 1 januari 2020.